# Drop malý
Drop malý (Tetrax tetrax) je středně velký druh ptáka z řádu krátkokřídlých. Mezi dropy patří k menším druhům, dorůstající velikosti bažanta. Samec má nápadně černý krk, samice jsou nenápadně hnědě zbarvené. Hnízdí v otevřené krajině s možností úkrytu.
V České republice se vyskytuje pouze vzácně v zastoupení nahodile zalétnuvších jedinců. V 50. letech 20. století byl zaznamenán pětkrát, pak následovalo dlouhé období bez výskytu a konečně v březnu 2020 byl pozorován jeden samec v okolí Hranic.

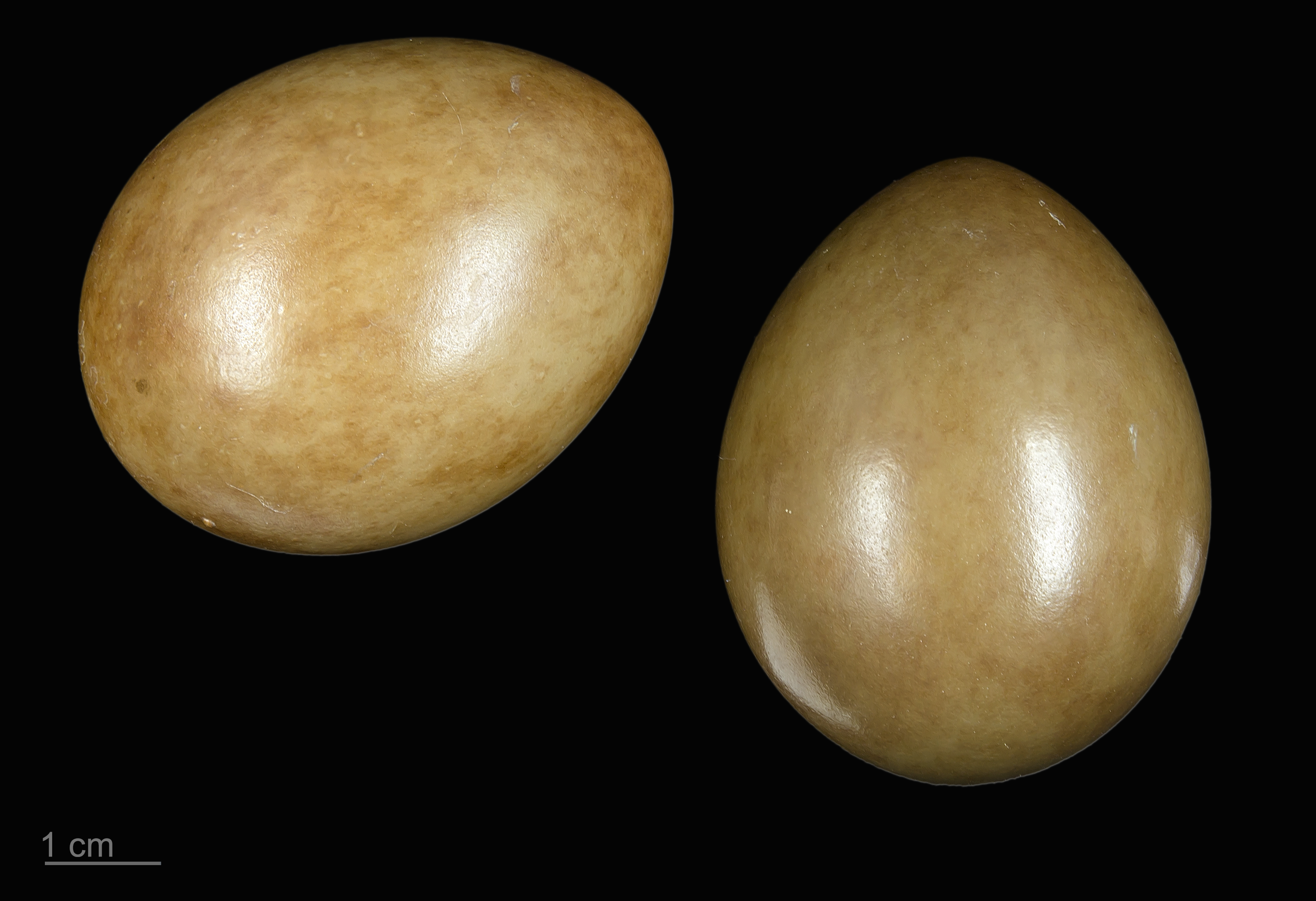
Vejce dropa malého (Tetrax tetrax)